# قمچ‌آباد
قمچ‌آباد ، روستایی از توابع بخش مرکزی شهرستان ابهر در استان زنجان ایران است.

## جمعیت
این روستا در دهستان حومه قرار دارد و براساس سرشماری مرکز آمار ایران در سال ۱۳۸۵، جمعیت آن ۵۶۱ نفر (۱۵۴خانوار) بوده‌است.